# La Gonterie-Boulouneix
La Gonterie-Boulouneix är en kommun i departementet Dordogne i regionen Nouvelle-Aquitaine i sydvästra Frankrike. Kommunen ligger i kantonen Champagnac-de-Belair som tillhör arrondissementet Nontron. År 2018 hade La Gonterie-Boulouneix 253 invånare.

## Befolkningsutveckling
Antalet invånare i kommunen La Gonterie-Boulouneix
Referens:INSEE